# Rába
|  | Raab er også det tyske navn på den ungarske by Győr |
Rába (tysk Raab) er en flod som løber gennem den sydøstlige del af Østrig og den vestlige del af  Ungarn, og den er en af Donaus bifloder. Den har sit udspring i Østrig , nogle kilometer øst for Bruck an der Mur. Floden løber gennem delstaterne Steiermark og Burgenland i Østrig, og Vas og Győr-Moson-Sopron i Ungarn. Den løber sammen med en biflod til  Donau (Mosoni-Duna) i den nordvestlige del af Ungarn, i byen Győr. Andre landsbyer og byer langs Rába er blandt andre Gleisdorf, Feldbach (i Østrig), og Szentgotthárd og Körmend (i Ungarn).    
De 5-6000 slovenere  som bor i den nordligste del af Ungarn kaldes Raba-slovener fordi de bor ved floden. De fleste af dem bor i Szentgotthárd (Monošter på slovensk) og landsbyer syd for byen. 
47°20′43″N 15°30′55″Ø / 47.3453°N 15.5153°Ø